# Hove (Belgique)
Pour les articles homonymes, voir Hove.
Hove est une commune néerlandophone de Belgique située en Région flamande dans la province d’Anvers. Cette commune est située au sud de Mortsel et à l’est de Kontich et d’Edegem.

## Héraldique
|  | La commune possède des armoiries qui lui ont été octroyées le 14 décembre 1874 et à nouveau le 9 septembre 1997. Ce sont celles de Guillaume Despomereaux qui acquit le village de Hove en 1649 et fut promu baron de Hove en 1675. En 1997, les armes furent légèrement modifiées en fonction du brevet d'armoiries de Guillaume Despomereaux. Blasonnement : Partitionné 1. et 4. de sinople trois roses en argent avec des tiges en or; tête de bouclier: en argent trois oranges de couleur naturelle, feuillues du sinople 2 et 3. en argent une barre transversale de sable, accompagnée en chef de deux moulins du même et au bas d'un lion de sinople; bouclier de cœur: de sable un curseur, des échecs d'or et de gueules, accompagnés de deux cinq feuilles d'argent, noué d'or. Le bouclier surmonté d'un chapeau de baron et coiffé d'un casque d'argent barré, bordé et couronné d'or, doublé et suturé de gueules, de couvertures d'or et de sable. Enseigne de casque : un maure émergent, ses vêtements croisés avec seize pièces d’or et de gueules, la tête enveloppée du même métal et de la même couleur, tenant un peigne dans la main droite et une pomme orange dans la main gauche, tous deux du bouclier. Porte-boucliers: deux lions d'or bien visibles, griffés et lampacés, munis chacun d'une bannière, celle de droite avec l'arme du premier quartier, celle de gauche avec l'arme du bouclier de cœur. Le tout placé sur un terrain en herbe meuble. (Traduction libre) Source du blasonnement : Heraldy of the World. |

## Démographie

### Évolution démographique
Graphe de l'évolution de la population de la commune.
- Source : DGS - Remarque: 1806 jusqu'à 1981=recensement; depuis 1990=nombre d'habitants chaque 1er janvier[3]